# Meishan (cochon)
Pour les articles homonymes, voir Meishan.
Le Meishan est une race de porc domestique chinois nommé d'après la préfecture chinoise de Meishan. C'est un sous-groupe du porc Taihu. Le meishan est une race de taille moyenne, avec les oreilles tombantes et la peau ridée et noire.
Originaire du sud de la Chine, le meishan est surtout connu pour ses grandes portées (15-16 porcelets par portée). En raison de sa fécondité, il a été importé aux États-Unis dans les années 1980 par l'USDA Agricultural Research Service. C'est une des races les plus prolifiques au monde.